# François-Emmanuel Fodéré

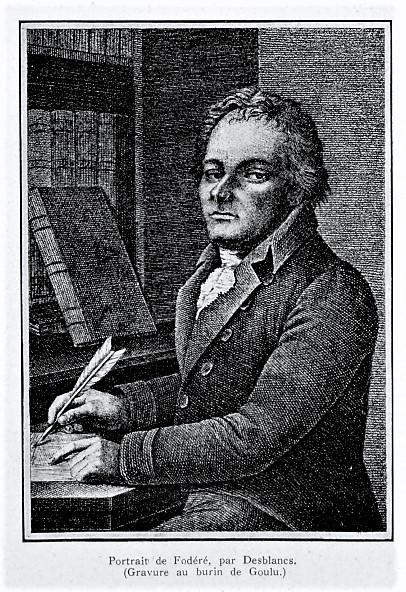
François-Emmanuel Fodéré

François-Emmanuel Fodéré (* 8. Januar 1764 in Saint-Jean-de-Maurienne, Herzogtum Savoyen; † 4. Februar 1835 in Straßburg, Frankreich) war ein französischer Arzt und Gerichtsmediziner. 
Fodéré stammte aus armen Verhältnissen, ging in Chambéry zur Schule und studierte Medizin in Turin, wo er 1787 promoviert wurde. Bevor er 1814 die Professur in Gerichtsmedizin in Straßburg erhielt, wirkte er ab 1793 in Marseille am Hospice d'humanité sowie einer Anstalt für psychisch Kranke und lehrte Physik, Chemie und Philosophie in Nizza.
Konfrontiert mit den Auswirkungen der Industrialisierung, wurde Fodéré zum Kritiker der „mechanischen Gewerke und Manufakturen, die nicht nur für die unmittelbar Beschäftigten, sondern auch für die Anwohner gesundheitsschädlich sind“.

## Schriften (Auswahl)
- Essai sur le goitre et le crétinage. Turin 1792 (Digitalisat in der Google-Buchsuche) – Beschreibung der Skelettveränderungen beim Kretinismus, für die Fodéré ursächlich jodarme Luft verantwortlich sah.
- Les lois éclairées par les sciences physiques, ou Traité de médicine-légale et d’hygiène publique. Paris 1798 (Digitalisat in der Google-Buchsuche; Bourges 1812, Paris 1815) – Durch dieses Werk gilt Fodéré als Begründer der Gerichtsmedizin.